# Кастальский, Дмитрий Иванович
Дмитрий Иванович Кастальский (26 октября (7 ноября) 1820, Дмитров — 26 ноября (8 декабря) 1891, Москва) — русский богослов, православный священнослужитель, протоиерей в Москве, отец композитора А. Д. Кастальского.

## Биография
Родился в семье диакона Введенской церкви г. Дмитрова Ивана Егоровича Данилевского.
Учился в Вифанской духовной семинарии и Московской духовной академии (МДА).
Степень магистра богословия получил за работу «О домашнем употреблении Библии у славян».
В 1844—1848 гг. преподавал в Казанской духовной академии патрологию и греческий язык . С 1848 г. преподавал патрологию, логику, психологию, латинский и немецкий языки в Московской духовной семинарии. Преподавал Закон Божий в Константиновском межевом институте, Императорском высшем техническом училище, Филаретовском епархиальном училище. Был настоятелем церквей при семинарии, в училищах, а также в Петропавловской в Басманной церкви.
В конце жизни был настоятелем Казанского собора на Красной площади.
Приобрёл известность как богослов, церковный историк и проповедник. Напечатал ряд статей в духовных журналах и книгу «О богослужении» (М., 1874; 2 изд. 1880).
Награждён орденами Св. Владимира 3-й и 4-й степеней. Причислен к потомственному дворянству.
Похоронен на Миусском кладбище.

## Семья
Брат  —  протоиерей Афинский, Платон Иванович (1816  — 1874).
Жена — Ольга Семёновна Грузова (1830 — после 1870) — дочь московского протоиерея, окончила Александровский институт с серебряной медалью.
Дети:
- Всеволод (1851—?) — инженер, занимался устройством канализации в Москве
- Николай (1852—?) — инженер. Его правнук — Михаил Васильевич Уржумцев
- Владимир (1854—?)
- Александр (1856—1926) — композитор, хоровой дирижёр, фольклорист, музыковед, педагог
- Анна (1867—1943) — замужем за В. И. Богословским, сыном однокашника Кастальского по академии И. М. Богословского-Платонова
- Екатерина (1864—1899) — врач [3]
- Сергей (1866—?) — инженер
- Семён (1872—?)